# Prévôté de Luxembourg
Pour les articles homonymes, voir Luxembourg (homonymie).

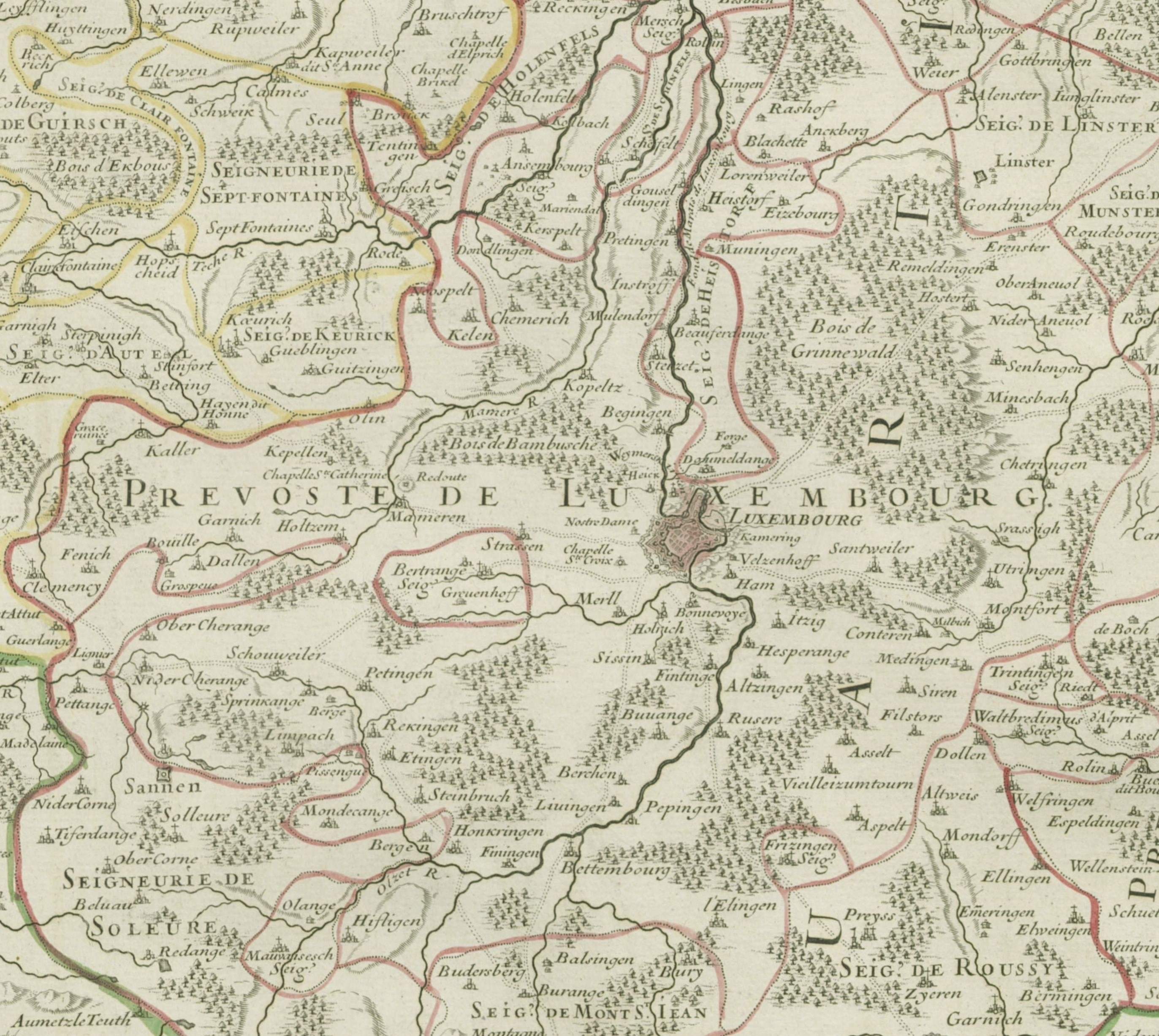
La prévôté sur une carte de 1705.

La prévôté de Luxembourg est une ancienne entité territoriale du duché de Luxembourg, qui existait au moins depuis 1473 jusqu'en 1795, avec la ville de Luxembourg pour chef-lieu.

## Géographie
Au XVIIe siècle, ce territoire était délimité au Sud par les seigneuries luxembourgeoises de Soleuvre, Mont Saint-Jean et Roussy.

## Histoire
Pour l'année 1473, la prévoté comprenait les territoires aujourd'hui français de :  Saulnes, Arraincourt, Vahl-lès-Faulquemont, Faulquemont, Raville, Rédange, et la seigneurie de Rodemack.
En 1785, la prévôté comprenait les justices de Kuntzigh ou Clemency, Putlange et Pettingen ; ainsi que les Chef-Mairies de Bettembourg, de Sand-Weiler et de Recklen ; les Mairies de Steinsel, Lingten et Schiteringen. Le comté de Remich y était également inclus.

## Représentation
- Damian von Tholey, sous-prévôt à Luxembourg en 1523[3].